# Campeonato Mundial de Tiro al Plato de 1991
El XXIV Campeonato Mundial de Tiro al Plato se celebró en Perth (Australia) en el año 1991 bajo la organización de la Federación Internacional de Tiro Deportivo (ISSF) y la Federación Australiana de Tiro Deportivo.

## Resultados

### Masculino
| Evento               | Oro                                 | Plata                                 | Bronce                                |
| -------------------- | ----------------------------------- | ------------------------------------- | ------------------------------------- |
| Foso                 | Marco Venturini · Italia · 218 pts. | Michael Diamond Australia 217 pts.    | Jörg Damme RDA 216 pts.               |
| Foso (equipos)       | Estados Unidos 423                  | Reino Unido 422                       | España · 422                          |
| Doble foso           | Peter Boden Reino Unido 173         | Bret Erickson Estados Unidos 171      | Kevin Gill Reino Unido 166            |
| Doble foso (equipos) | Reino Unido 376                     | Estados Unidos 363                    | Italia · 359                          |
| Skeet                | Bruno Rossetti · Italia · 221       | Kiek van Ieperen · Países Bajos · 220 | Hennie Dompeling · Países Bajos · 220 |
| Skeet (equipos)      | Estados Unidos 432                  | URSS 431                              | Checoslovaquia 430                    |

### Femenino
| Evento               | Oro                              | Plata                              | Bronce                             |
| -------------------- | -------------------------------- | ---------------------------------- | ---------------------------------- |
| Foso                 | Gema Usieto · España · 182 pts.  | Susan Nattrass · Canadá · 180 pts. | Roberta Pelosi · Italia · 180 pts. |
| Foso (equipos)       | China 387                        | URSS 387                           | Francia 364                        |
| Doble foso           | Pusila Satu · Finlandia · 129    | Elena Tkach URSS 121               | Deena Julin Estados Unidos 119     |
| Doble foso (equipos) | URSS 260                         | China 225                          | Francia 221                        |
| Skeet                | Pak Jong-Ran Corea del Norte 191 | Svetlana Demina URSS 189           | Erzsébet Vasvári · Hungría · 187   |
| Skeet (equipos)      | Corea del Norte 418              | China 416                          | Hungría · 414                      |

## Medallero
| Núm. | País            | Oro | Plata | Bronce | Total |
| ---- | --------------- | --- | ----- | ------ | ----- |
| 1    | Estados Unidos  | 2   | 2     | 1      | 5     |
| 2    | Reino Unido     | 2   | 1     | 1      | 4     |
| 3    | Italia          | 2   | 0     | 2      | 4     |
| 4    | Corea del Norte | 2   | 0     | 0      | 2     |
| 5    | URSS            | 1   | 4     | 0      | 5     |
| 6    | China           | 1   | 2     | 0      | 3     |
| 7    | España          | 1   | 0     | 1      | 2     |
| 8    | Finlandia       | 1   | 0     | 0      | 1     |
| 9    | Países Bajos    | 0   | 1     | 1      | 2     |
| 10   | Australia       | 0   | 1     | 0      | 1     |
|      | Canadá          | 0   | 1     | 0      | 1     |
| 12   | Francia         | 0   | 0     | 2      | 2     |
|      | Hungría         | 0   | 0     | 2      | 2     |
| 14   | RDA             | 0   | 0     | 1      | 1     |
|      | Checoslovaquia  | 0   | 0     | 1      | 1     |
|      | TOTAL           | 12  | 12    | 12     | 36    |